# Politique espagnole de reconcentration
La politique espagnole de reconcentration mise en œuvre à Cuba entre 1896 et 1898 par le général espagnol Valeriano Weyler consiste à rassembler la population rurale de Cuba dans des camps de concentration pour venir à bout de la résistance anticoloniale cubaine ; comme les rebelles trouvaient des abris et de la nourriture auprès des paysans, les autorités décident de séparer la population civile des insurgés, en «concentrant» 400 000 Cubains dans des places contrôlées par l'armée espagnole. Les camps de concentration ainsi créés seraient les premiers de l'Histoire,. 100 000 Cubains internés sont morts des suites de la politique de reconcentration, qui a duré deux ans. Des inventions techniques récentes ont rendu possible la politique de reconcentration : le transport ferroviaire qui a facilité la déportation, et le fil de fer barbelé, conçu pour le bétail, qui a permis un enfermement en masse dans un délai très court.

## Guerre d'indépendance cubaine
Les chefs de l'armée rebelle Máximo Gómez et Antonio Maceo Grajales ont institué une stratégie de guérilla dans les campagnes, s'engageant souvent dans des attaques éclair et détruisant les plantations de canne à sucre appartenant à l'élite du pays. Les rebelles ont reçu un soutien important des paysans ruraux et en particulier des travailleurs noirs des plantations. En 1896, les rebelles lancent une offensive sur l'extrémité ouest prospère de l'île, détruisant les plantations de canne à sucre et causant de graves dommages à l'économie espagnole.

## Politique espagnole dans la Guerre d'indépendance cubaine

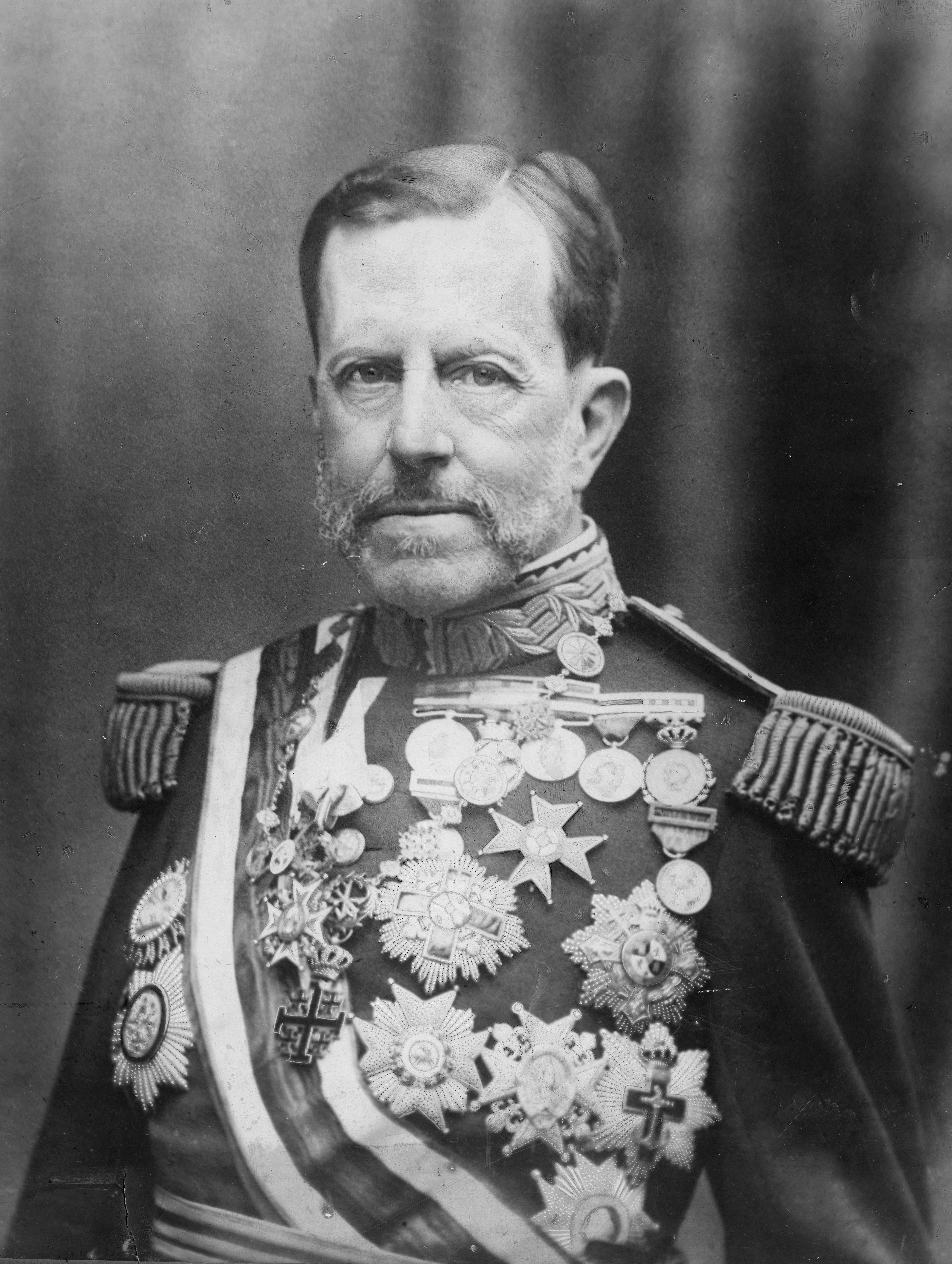
Valeriano Weyler, 1er duc de Rubí, 1er marquis de Tenerife, Grand d'Espagne.

Le gouverneur de Cuba Arsenio Martínez Campos insiste auprès de l'Espagne sur la nécessité de durcir les stratégies employées pour réprimer les rebelles. Arsenio Martínez Campos Antón estime que, pour venir à bout du soulèvement cubain, il faut séparer les rebelles et la population rurale qui leur offre un soutien, les nourrit, les abrite occasionnellement. Il est ainsi considéré comme l'inventeur du concept de camp de concentration. Toutefois il n'a pu se résoudre personnellement à ordonner la réinstallation forcée des civils, et il a démissionné. C'est son successeur, Valeriano Weyler, qui a traduit dans les faits la politique imaginée par Arsenio Martínez Campos.
En 1896, Valériano Weyler, volontaire pour mater la rébellion à Cuba, est nommé commandant de l'armée coloniale et gouverneur de Cuba. Weyler avait déjà réprimé des insurrections à Cuba et était un fervent partisan de l'idée que la population rurale devait être « reconcentrée » et relocalisée.

## Mise en œuvre de la politique de reconcentration
Valeriano Weyler publie le 17 février 1896 la proclamation suivante : « Tous les habitants des zones rurales ou vivant en dehors des villes fortifiées seront concentrés dans les huit jours dans les villes occupées par les troupes. Tout individu qui désobéira à cet ordre ou que l’on trouvera en dehors des zones imposées sera considéré comme rebelle et jugé en tant que tel. »
Les paysans avaient huit jours pour se réinstaller et tous ceux qui n'obéissaient pas devaient être abattus.
En 1898, un tiers de la population cubaine avait été déplacée dans des camps,.
La maladie et la famine ont commencé à tuer de nombreux internés. Alors que la politique de reconcentration avait été présentée comme une mesure visant à protéger les civils dans un contexte de troubles, il est devenu évident que le but était plus d'éliminer les paysans que de les mettre à l'abri.
Plus de 100 000 Cubains sont morts en raison de leurs conditions de vie. Ces camps sont considérés comme les premiers camps de concentration modernes de l'histoire.
Malgré le nombre de morts très élevé, Weyler a poursuivi sa politique de reconcentration.
Deux innovations technologiques ont rendu possible la reconcentration : le fil barbelé, mis au point en Amérique du Nord pour garder le bétail, et les transports ferroviaires qui ont servi à déporter un grand nombre de civils.
Toutes les ressources et les terres de la campagne ont été détruites pour éviter qu'elles ne soient utilisées par les rebelles, le bétail a été chassé vers les villes et le commerce avec les zones rurales a été interdit.

## Premiers camps de concentration de l'Histoire

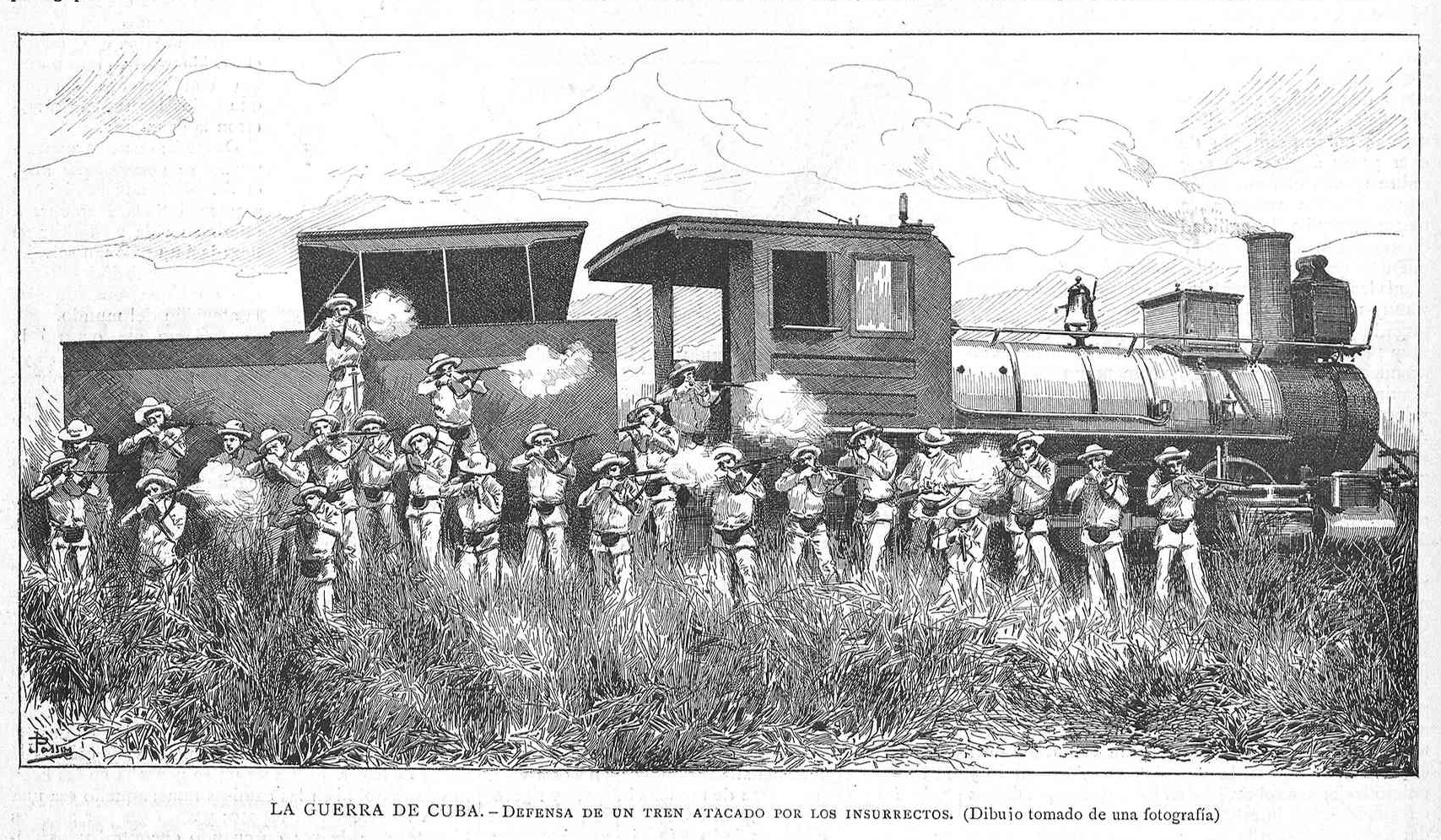
Guerre d'indépendance cubaine, 1896, l'armée espagnole fait feu sur des insurgés.

Selon l'historienne Annette Becker, « le regroupement forcé de civils est né en situation coloniale, dans le cadre d’une guérilla qui, s’étendant sur une grande partie du territoire, a duré et entraîné en rétorsion la dévastation stratégique de vastes zones qui visait à priver les insurgés de leurs moyens de subsistance ».
La deuxième fois où des camps de concentration ont été édifiés s'est produite également dans un contexte colonial, il s'agit de la seconde guerre des Boers en 1901 ; « les mêmes causes produisant les mêmes effets, la guerre coloniale opposant les deux républiques boers aux Britanniques en Afrique du Sud allait être à l’origine de la création de nouveaux camps de concentration ». Voir Camps de concentration britanniques en Afrique du Sud.

## Intervention américaine
Les États-Unis interviennent sous des prétextes humanitaires à Cuba, mais leurs motifs sont économiques (ils ont en vue la production de sucre) et stratégiques (ils cherchent un accès maritime près de Panama). Ils établissent un protectorat militaire sur Cuba.